# Економија Северне Рајне-Вестфалије
Северна Рајна-Вестфалија је одувек била најбогатија савезна држава Немаче. Од 2008 до 2023 увек је била на првом месту. Њена економија је 12 пута већа од српске економије. Тренутно износи око 711 милијарде евра. Да је суверена држава, имала би економију мало већу од швајцарске у смислу номиналног бруто домаћег производа (БДП).  Од свих немачких држава, највише новца из иностранства се улаже у Северну Рајну-Вестфалију.
БДП из 2007. од 529,4 милијарде евра (21,8 одсто укупног немачког БДП) учинио ју је економски најважнијом у Немачкој, као и једном од најважнијих економских области у свету. Од 100 највећих немачких корпорација, 37 се налази у Северној Рајни-Вестфалији. Од 2018, проценат незапослености је 6.8%.
Северна Рајна-Вестфалија привлачи компаније из Немачке и иностранства, са 26 од 50 највећих немачких компанија са седиштем у најзападнијој немачкој савезној држави. То укључује водеће немачке корпорације као што су Е.ОН (енергија), Deutsche Telekom (телекомуникације), Метро АГ (трговина храном), Тхисен Круп (добављач аутомобила), РВЕ (енергија) и Реве Група (трговина). Са 28,7 одсто (187,6 милијарди евра), Северна Рајна-Вестфалија је забележила далеко највећи удео директних инвестиција у Немачкој од свих 16 савезних држава у 2008.